# James Clinton
Pour les articles homonymes, voir Clinton.
James Clinton (9 août 1736 – 22 septembre 1812) est un soldat de la guerre d'indépendance américaine qui atteint le rang de major général.

## Biographie

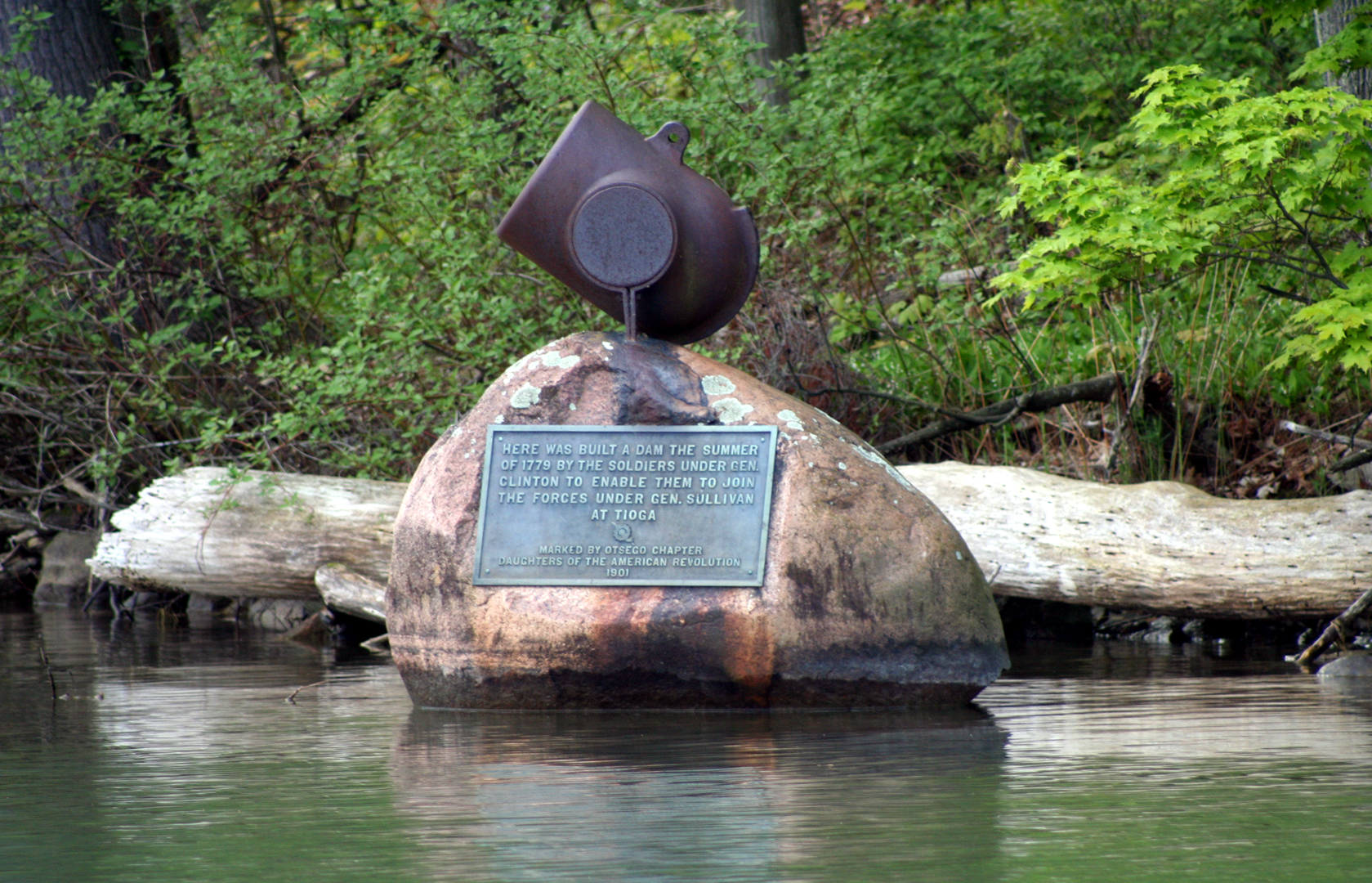
Monument dédié à James Clinton sur le site du barrage qu'il fit construire à la source du fleuve Susquehanna sur le lac Otsego à Cooperstown, New York.

James Clinton est né le 9 août 1736 dans le comté d'Ulster dans la province de New York, qui fait maintenant partie du comté d'Orange. Il est le troisième fils de Charles Clinton, un immigrant irlandais, colon pionnier et colonel durant la guerre de la Conquête et le frère de George Clinton, qui fut gouverneur de New York de 1777 à 1795 et vice-président des États-Unis de 1805 à 1812. Marié à Mary DeWitt, issue d'une vieille famille hollandaise, leur second fils est DeWitt Clinton, qui sera gouverneur de New York.